# Miari, Giusti & C. Triciclo Bernardi
Il Triciclo Bernardi è un'automobile a tre ruote dove le due anteriori sono sterzanti e la posteriore motrice, in configurazione triciclo che veniva costruita dalla prima casa automobilistica italiana, la Miari, Giusti & C., nel 1894.

## Storia
Il nobile veronese  Enrico Bernardi professore di meccanica all'Università di Padova, crea, con la collaborazione del tecnico Antonio Nosadini, nel 1889 un motore sufficientemente potente per muovere un veicolo e nel 1893 lo applica a un carrello che spinge una bicicletta, la prima motocicletta della storia.
Nel 1894 costruisce la sua prima automobile e ne affida la produzione alla Miari, Giusti & C., società appositamente costituita, che risulterà essere la prima casa automobilistica italiana.